# Conus auricomus
El Conus auricomus es una especie de caracol de mar, un molusco gasterópodo marino en la familia Conidae, los caracoles cono y otras especies emparentadas.
Estos caracoles son depredadores y venenosos. Son capaces de "picar" a los seres humanos y seres vivos, por lo que debe ser manipulado con cuidado o no hacerlo en absoluto.

## Referencias

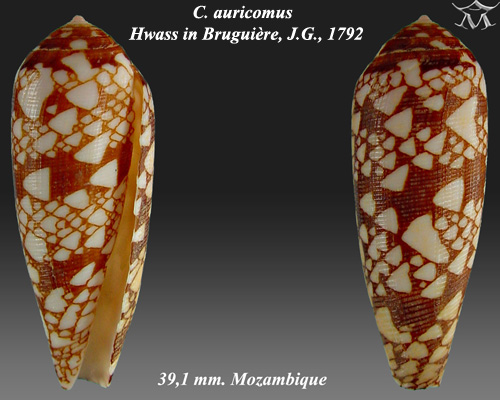
Conus auricomus Hwass in Bruguière, J.G., 1792